# Noronha (futebolista)
Alfredo Eduardo Ribeiro Mena Barreto de Freitas Noronha, mais conhecido apenas como Noronha (Porto Alegre, 25 de novembro de 1918 — São Paulo, 27 de julho de 2003), foi um futebolista brasileiro que atuava como lateral-esquerdo e zagueiro. O atleta polivalente, jogava também como volante e meia.

## Carreira
Atuando como lateral-esquerdo e zagueiro, Noronha jogou no Grêmio, Vasco da Gama, São Paulo e Portuguesa. Defendeu a Seleção Brasileira na Copa do Mundo de 1950, onde esteve como reserva de Bigode. Ainda assim, teve oportunidade de dividir o campo com o Rei Pelé.
Fez parte ainda do "Rolo Compressor" do tricolor paulista nos anos 1940, fazendo um trio com Rui e Bauer.
Noronha "falava grosso com o time" quando era preciso e até com a estrela Leônidas da Silva que abaixava a cabeça para ele (os dois tiveram muitos atritos, inclusive quando Leônidas passou de jogador a treinador e Noronha ainda jogava).

## Títulos
Grêmio
- Campeonato Gaúcho: 1935, 1937, 1938 e 1939[3]

São Paulo
- Campeonato Paulista: 1943, 1945, 1946[4], 1948[5] e 1949[1][2]

Portuguesa
- Torneio Rio-São Paulo: 1952[1][2]

Seleção Brasileira
- Campeonato Sul-Americano (atual Copa América): 1949[1][2]